# Dipodium
Dipodium là một chi hơn 20 loài lan bản địa các khu vực nhiệt đới và cận nhiệt đới của Trung Quốc, Malaysia, New Guinea, các đảo Thái Bình Dương qua Australia. Nó là chi duy nhất của liên minh, Dipodium.

## Hình ảnh

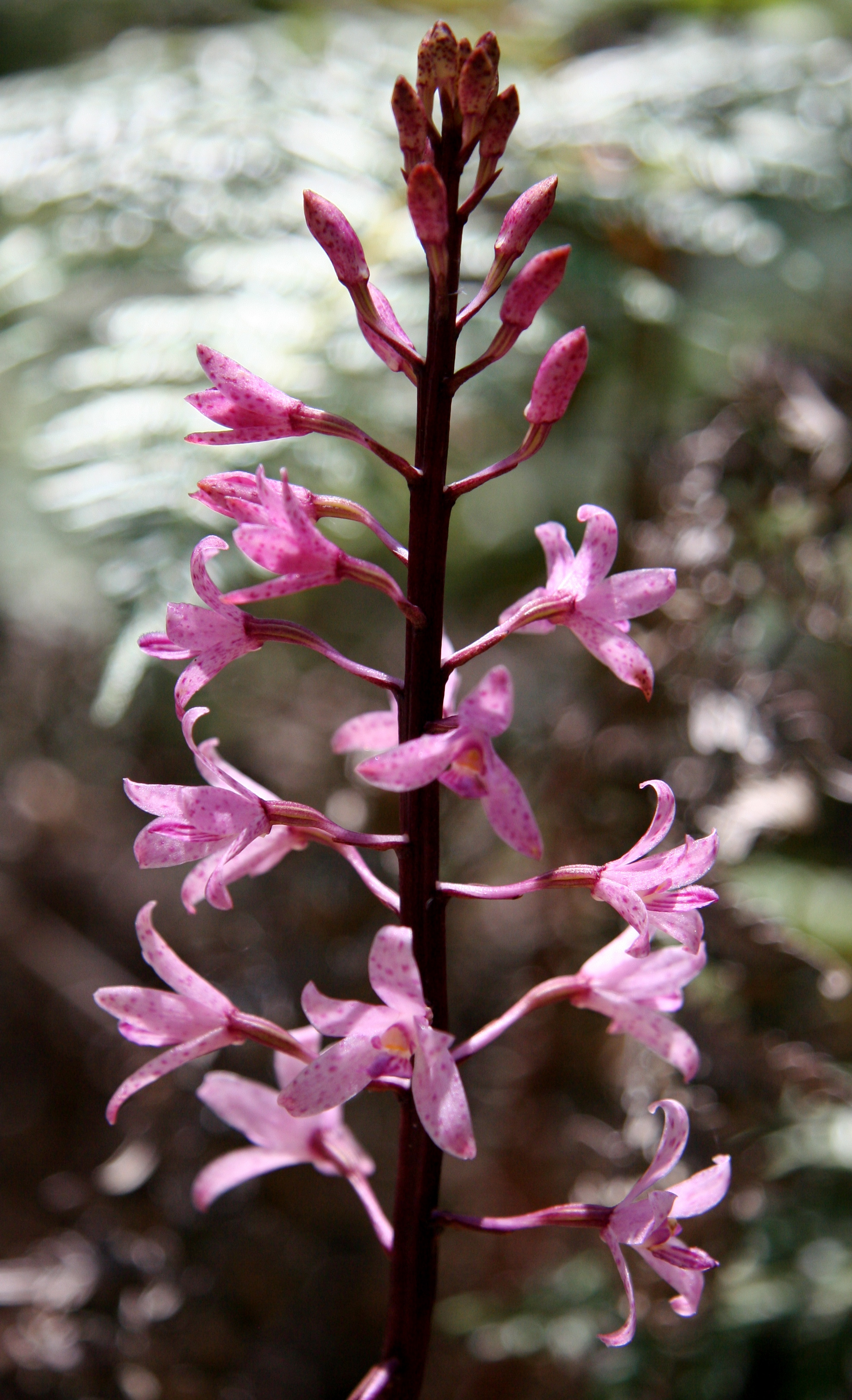
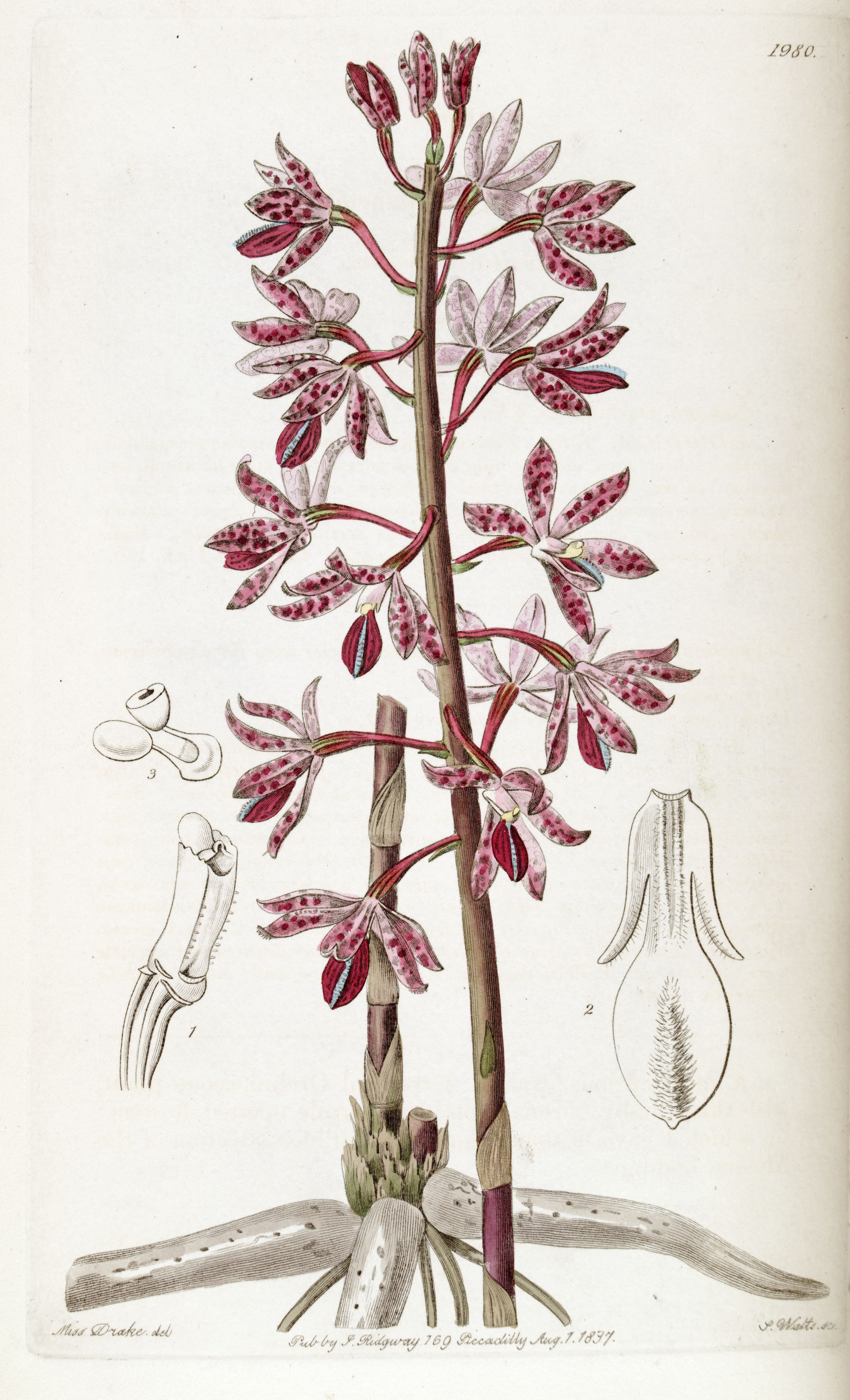